# Cazul Pelican
Cazul Pelican (în engleză The Pelican Brief) este un roman polițist american scris de John Grisham, autor specializat în romane juridice, publicat în anul 1992. Este al treilea roman scris de Grisham, după ...Și vreme e ca să ucizi și Firma. Un film intitulat Dosarul Pelican a fost lansat în anul 1993, în regia lui Alan J. Pakula, cu Julia Roberts și Denzel Washington în rolurile principale.

## Subiectul
Povestea începe cu asasinarea a doi judecători de la Curtea Supremă divergenți din punct de vedere ideologic. Ambele crime sunt comise de Khamel, cel mai căutat asasin din lume. Judecătorul Rosenberg, un liberal, este ucis la el acasă, în timp ce judecătorul Jensen, desemnat de republicani, este ucis într-un cinema gay din Washington, D.C. Circumstanțele din jurul morții lor, precum și decesele în sine șochează și încurcă o națiune divizată politic.
Darby Shaw, o studentă la drept la Universitatea Tulane, efectuează cercetări asupra înregistrărilor lui Rosenberg și Jensen și scrie un document juridic în care speculează că nu au fost uciși din motive politice. Ea îi arată documentul lui Thomas Callahan, profesorul ei de drept și iubitul ei, care, la rândul său, îl arată prietenului său, un avocat FBI, Gavin Verheek. Curând după aceea, Callahan este ucis de o mașină-bombă, în timp ce Darby, care este martor la moartea sa, este contactat la fața locului de persoane suspecte. De teamă că ea este următoarea țintă, Darby fuge. Ea îl contactează și acceptă să-l întâlnească pe Verheek, dar Khamel îl ucide pe Verheek și îi ia locul atunci când cei doi se întâlnesc. El este pe cale să o omoare pe Darby, dar este împușcat de o persoană necunoscută. Darby reușește să scape din nou.
Gray Grantham, un reporter pentru The Washington Post, este contactat de un informator care se numește „Garcia”, care crede că a văzut ceva în biroul său de avocatură care are legătură cu asasinatele. Cu toate acestea, Garcia este reticent să se prezinte. Darby îi arată descoperirile sale lui Grantham, crezând că asasinatele au fost comise în numele lui Victor Mattiece, un magnat al petrolului care încearcă să foreze în mlaștinile din Louisiana, care găzduiesc o specie de pelican pe cale de dispariție. Un dosar care ar decide dacă Mattiece poate avea acces la teren este de așteptat să fie judecat în fața Curții Supreme. În ciuda statutului lor de opuși ideologici, cei doi judecători uciși aveau o singură caracteristică în comun: un istoric în ecologie, ceea ce l-a determinat pe Darby să presupună că Mattiece le-a orchestrat crimele pentru a se asigura că înlocuitorii lor vor fi numiți de actualul președinte, un reacționar dur. Grantham este de acord să o ajute pe Darby să demonstreze că suspiciunea ei este corectă.
Președintele și șeful său de cabinet, Fletcher Coal, încearcă să acopere legătura Casei Albe cu Mattiece, de teamă că ar putea pune în pericol realegerea președintelui. Președintele îi ordonă directorului FBI, F. Denton Voyles, să înceteze temporar să lucreze la dosar și îi cere directorului CIA, Bob Gminski, să conducă investigația. De asemenea, îi trimit un agent la Mattiece pentru a afla dacă rezumatul este adevărat, dar Mattiece, care a devenit practic nebun în ultimii ani, îl ucide pe agent.
Darby și Grantham reușesc să-l urmărească pe Curtis Morgan, alias „Garcia”, un angajat al firmei de avocatură care îl reprezintă pe Mattiece, doar pentru a afla că acesta a murit cu câteva zile înainte într-un aparent jaf. Ei reușesc să o contacteze pe văduva lui, descoperind astfel mărturia scrisă și înregistrată video a lui Morgan. Morgan dezvăluie că, cu ceva timp înainte de asasinate, s-a uitat accidental la o corespondență internă și și-a dat seama că unii dintre colegii săi au fost implicați în crime. De teamă că el însuși ar putea fi ucis, Morgan a decis să-și înregistreze mărturia. Cu aceste dovezi, Grantham și Darby se apropie de redactorul șef al ziarului. Voyles apare la redacție și dezvăluie că are o înregistrare a conversației cu președintele prin care îi ordonă să nu mai lucreze la dosar și că CIA îl investiga pe Mattiece și l-a ucis pe Khamel pentru a-i salva viața lui Darby. De asemenea, aranjează un avion pentru ca Darby să dispară.
Povestea apare într-un articol vast în The Post, peste obiecțiile președintelui și ale personalului său. Unul dintre avocații implicați se sinucide. Se așteaptă ca președintele să anunțe că nu va candida pentru realegere. Mattiece dispare. Darby se stabilește pe o insulă din Caraibe și i se alătură Grantham, care acceptă să rămână cel puțin o lună.

## Personaje principale
- Darby Shaw - studentă la Drept (anul II), autoarea dosarului
- Gray Grantham - Reporter pentru Washington Post
- Fletcher Coal – Șef de Cabinet al Casei Albe, șef neoficial al puterii
- Khamel "Sam" - asasin internațional
- Thomas Callahan – Profesor la Tulane Law School, iubitul lui Darby Shaw
- Gavin Verheek - avocat FBI, prieten cu Thomas Callahan
- F. Denton Voyles - Director al FBI
- Bob Gminski - Director al CIA
- Președintele - (un fictiv) președinte al Statelor Unite
- Judecătorul Rosenberg - cel mai vechi, cel mai controversat judecător al Curții Supreme, victimă a crimei
- Judecătorul Jensen - cel mai tânăr judecător de la Curtea Supremă, a doua victimă a crimei

## Adaptări
- Filmul Dosarul Pelican, apărut în 1993 și regizat de Alan J. Pakula, cu Julia Roberts și Denzel Washington în rolurile principale, este bazat pe acest roman.

## Traduceri în limba română
- Grisham, John; Cazul Pelican, Editura Rao, 1994[1]
- Grisham, John; Cazul Pelican, Editura Rao, 1994[2]
- Grisham, John; Cazul Pelican, Editura Rao, 2000[3]
- Grisham, John; Cazul Pelican, Editura Rao, 2003[4]
- Grisham, John; Cazul Pelican, Editura Rao, 2007[5]